# 馬龍·京治
馬龍·法蘭西斯·京治（英語：Marlon Francis King，1980年4月26日—），英格蘭出生的牙買加足球運動員，擔任前鋒，他曾效力多間英格蘭球會包括諾定咸森林、屈福特、伯明翰城及錫菲聯等，他亦曾是牙買加國家足球隊成員。

## 球會

### 早年
馬龍·京治在杜爾維奇開始發展其足球事業，稍後加盟班列特成為學徒球員。為這支倫敦球隊的一隊上陣60場後，於2000年以5萬5,000英鎊轉投基寧咸。雖然基寧咸原意是要馬龍·京治作為前鋒卡爾·阿沙巴（Carl Asaba）的替補，但由於有主力球員受傷，馬龍·京治進入正選陣容，更成為球隊主要射手之一。
2002年馬龍·京治的足球事業差點脫軌，他被控處理一輛偷車而被判入獄18個月，經上訴後獲減刑到5個月。出獄後兩日馬龍·京治即返回基寧咸。2003年2月，在6場射入6球後，在對打比郡時膝部十字韌帶受創而要缺席球季餘下的比賽。在基寧咸期間馬龍·京治最光輝的一刻是於2002/03年球季，在英格蘭足總盃作客史丹福橋射破車路士的大門。

### 諾定咸森林
2003年11月27日馬龍·京治離開普普里斯特菲尔德球场，以95萬英鎊加盟諾定咸森林，上陣57場射入15球。馬龍·京治一直希望贏取諾定咸森林球迷的歡心，在2004年9月26日主場出戰韋斯咸射入精彩的致勝一球，是球隊名宿白賴仁·哥洛夫（Brian Clough）去世後諾定咸森林的首場比賽，初時馬龍·京治拒絕慶祝，最終亦向天揮拳及親吻會徽，與興奮的球迷一同慶祝。但在2005年3月4日被外借到列斯聯直到季末。季後馬龍·京治被放上轉會名單及沒有隨隊到丹麥進行季前集訓。

### 屈福特
2005年夏季馬龍·京治被外借到屈福特6個月，更可於翌年1月轉會窗重開時優先收購。馬龍·京治為這支赫特福德郡球隊上陣21場即射入12球，令球隊處於聯賽榜上游位置。
2006年1月馬龍·京治落實以50萬英鎊正式加盟屈福特，2月5日獲選為「1月份英冠最佳球員」，更以21球成為2005/06年英冠聯神射手。屈福特亦獲得聯賽季軍及升級附加賽的資格，在附加賽準決賽首回合3-0擊敗水晶宮時馬龍·京治射入一球，亦有參與次回合及其後3-0擊敗列斯聯的決賽，屈福特獲得升級英超最後一個席位。馬龍·京治獲選為屈福特年度最佳球員。
升級後第二場比賽對韋斯咸時馬龍·京治射入首個英超入球；2006年10月21日3-3戰平富咸的第一球是馬龍·京治在英超的第二球，也是他個人在本土競賽射入的第100球。翌仗作客對阿仙奴時弄傷膝頭，令馬龍·京治需要缺陣3場。在復原後傷患再次復發，經過探查手術後發現其股骨部分骨頭剝落。這傷患導致馬龍·京治缺陣長達6個月，直到2007年4月14日英格蘭足總盃準決賽在維拉公園球場（Villa Park）1-4負於曼聯一役才再次以後補入替上場。這季最後兩場作客對雷丁及主場對紐卡素馬龍·京治各入一球，使他整季共有4球斬獲。5月19日馬龍·京治續約到2009年6月。 
屈福特降級後於2007/08年球季返回英冠聯，上半季屈福特大部分時間佔據聯賽榜首位置，2007年結束前馬龍·京治已射入10球，包括在10月連續5場比賽取得入球。2008年1月10日屈福特拒絕富咸400萬英鎊的收購出價。

### 韋根
2008年1月25日馬龍·京治轉投英超韋根，轉會費沒有公佈，簽約3年半。直到3月22日馬龍·京治在作客對布力般流浪時才憑十二碼入球打開在韋根的入球紀錄，這亦是他在韋根頭半季的唯一入球。
2008年7月23日新升級的侯城與韋根達成協議收購馬龍·京治，但因未能談妥個人條件而拉倒。8月14日侯城向韋根借用馬龍·京治一個球季。11月12日馬龍·京治與隊友雲達斯在賭場發生爭執，更以頭頂撞對方，侯城其後宣佈事情內部解決，兩名球員仍然留隊，但最後馬龍·京治提早離隊而雲達斯則被外借到奧咸。12月5日馬龍·京治因超速駕駛而被判罰吊消執照56日。12月10日馬龍·京治因涉嫌在週日於倫敦一間酒吧襲擊一名20歲女子而被捕，獲准保釋到2009年2月。案件暫時休止直到4月8日再聆訊。在法庭上透露當日身為已婚男士兼三子之父的馬龍·京治在酒吧內不斷騷擾其他女性顧客，在遭受拒絕後向事主聲稱自己為「百萬富翁」，被事主推開後更揮拳擊破對方的鼻子。
2009年1月22日馬龍·京治提早結束在侯城的借用，共上陣22場及射入5球，轉投另一支英超球隊米杜士堡，以借將身份效力餘下的球季，上陣13場並取得兩個入球，包一球射入前屬球隊侯城，米杜士堡最終降班英冠，季後借用期滿返回韋根。
2009年10月29日馬龍·京治因性侵犯罪成，被判入獄18個月，並被所屬球會韋根中止合約，於2010年7月29日獲釋放出獄。出獄後接受「BBC Radio 5 live」訪問時仍然堅稱無辜。

### 高雲地利
2010年9月20日馬龍·京治加盟英冠球會高雲地利，簽約一年，與在屈福特效力時的舊上司（Adrian Boothroyd）再次重逢。保夫萊特在季末因戰績不佳而遭高雲地利辭退，馬龍·京治季後留隊頓成疑問。馬龍·京治以12球成為球會首席神射手，並獲球迷選為球會年度最佳球員，但對於季後約滿再續約的態度仍然是模稜兩可。

### 伯明翰城
2011年6月10日馬龍·京治轉投剛降班到英冠的伯明翰城，簽約三年。
2013年8月28日，馬龍·京治與伯明翰雙方達成協議提早一年解約，之後可以自由身轉會。

### 錫菲聯
2013年9月18日，馬龍·京治以自由身加盟英甲球會錫菲聯，留隊至球季結朿。
2013年12月31日，錫菲聯宣佈與馬龍·京治達成協議即時解約。

## 國家隊
馬龍·京治在英國倫敦出生，而其祖母是愛爾蘭人，但選擇代表父母一同來自的牙買加。2004年4月28日首次代表牙買加上陣對委內瑞拉即射入一球。同年對海地時連中三元。
2006年6月1日在對英格蘭的熱身賽前兩天，馬龍·京治因違反宵禁及拒絕道歉而被逐出國家隊，其後更被國家隊禁賽直到2008年5月。2007年11月馬龍·京治獲得提早解禁，在2008年2月6日出戰哥斯達黎加，馬龍·京治助攻協助球隊攻入，雙方1-1平手。其後於3月26日友賽千里達及托巴哥，由於加特拿（Ricardo Gardner）受傷缺陣而擔任隊長，更射入一球，球賽2-2和局收場。

## 外部連結
- （英文）侯城官網：馬龍·京治檔案
- http://news.bbc.co.uk/sport2/hi/football/teams/w/watford/6354477.stm （页面存档备份，存于）
- 足球数据库：馬龍·京治的球员统计数据

| 奖项与成就 | 奖项与成就                     | 奖项与成就  |
| ---------- | ------------------------------ | ----------- |
| 前任：     | 高雲地利年度最佳球員 2010–2011 | 繼任： 現任 |